# Ттуджур (Арагацотн)
Ттуджур (вірм. Թթուջուր) — село в марзі Арагацотн, на північному заході Вірменії. Село розташоване за 10 км на південний схід від міста Апарана, за 3 км на південний схід від села Чкнах та за 2 км на захід від села Дзораглух.
Церкви села названа на честь Святого Арутюна. У селі також є святиня XVII століття «Кармір Ванк» (що означає «червона церква»).
| Рік  | Чисельність | Чисельність |
| ---- | ----------- | ----------- |
| 1831 | 146         | [ 1 ]       |
| 1873 | 380         | [ 1 ]       |
| 1926 | 632         | [ 1 ]       |

| Рік  | Чисельність | Чисельність |
| ---- | ----------- | ----------- |
| 1939 | 661         | [ 1 ]       |
| 1959 | 419         | [ 1 ]       |
| 1970 | 436         | [ 1 ]       |

| Рік  | Чисельність | Чисельність |
| ---- | ----------- | ----------- |
| 1979 | 337         | [ 1 ]       |
| 1989 | 343         | [ 2 ]       |
| 2001 | 356         | [ 1 ]       |

| Рік  | Чисельність | Чисельність |
| ---- | ----------- | ----------- |
| 2004 | 324         | [ 1 ]       |
| 2011 | 310         | [ 3 ]       |

| Рік  | Чисельність | Чисельність |
| ---- | ----------- | ----------- |
| 1831 | 146         | [ 1 ]       |
| 1873 | 380         | [ 1 ]       |
| 1926 | 632         | [ 1 ]       |

| Рік  | Чисельність | Чисельність |
| ---- | ----------- | ----------- |
| 1939 | 661         | [ 1 ]       |
| 1959 | 419         | [ 1 ]       |
| 1970 | 436         | [ 1 ]       |

| Рік  | Чисельність | Чисельність |
| ---- | ----------- | ----------- |
| 1979 | 337         | [ 1 ]       |
| 1989 | 343         | [ 2 ]       |
| 2001 | 356         | [ 1 ]       |

| Рік  | Чисельність | Чисельність |
| ---- | ----------- | ----------- |
| 2004 | 324         | [ 1 ]       |
| 2011 | 310         | [ 3 ]       |